# Suddivisione amministrativa del Sichuan
La provincia del Sichuan è suddivisa amministrativamente nei seguenti tre livelli:
- 21 prefetture (地区 dìqū)
  - 17 città con status di prefettura
  - 1 città subprovinciale
  - 3 prefetture autonome
- 181 contee (县 xiàn)
  - 14 città con status di contea (县级市 xiànjíshì)
  - 120 contee
  - 43 distretti (市辖区 shìxiáqū)
  - 4 contee autonome
- 4782 città (镇 zhèn)
  - 1865 città (镇 zhèn)
  - 2586 comuni (乡 xiāng)
  - 93 comuni etnici
  - 238 sotto-distretti (街道办事处 jiēdàobànshìchù)

| Prefettura | Contee, distretti e città         | Contee, distretti e città | Contee, distretti e città  |
| Prefettura | Nome                              | Cinese (S)                | Pinyin                     |
| --- | --------------------------------- | ------------------------- | -------------------------- |
| Chengdu 成都市 Chéngdū Shì | Distretto di Qingyang             | 青羊区                    | Qīngyáng Qū                |
| Chengdu 成都市 Chéngdū Shì | Distretto di Jinjiang             | 锦江区                    | Jǐnjiāng Qū                |
| Chengdu 成都市 Chéngdū Shì | Distretto di Jinniu               | 金牛区                    | Jīnniú Qū                  |
| Chengdu 成都市 Chéngdū Shì | Distretto di Wuhou                | 武侯区                    | Wǔhóu Qū                   |
| Chengdu 成都市 Chéngdū Shì | Distretto di Chenghua             | 成华区                    | Chénghuá Qū                |
| Chengdu 成都市 Chéngdū Shì | Distretto di Longquanyi           | 龙泉驿区                  | Lóngquányì Qū              |
| Chengdu 成都市 Chéngdū Shì | Distretto di Qingbaijiang         | 青白江区                  | Qīngbáijiāng Qū            |
| Chengdu 成都市 Chéngdū Shì | Distretto di Xindu                | 新都区                    | Xīndū Qū                   |
| Chengdu 成都市 Chéngdū Shì | Distretto di Wenjiang             | 温江区                    | Wēnjiāng Qū                |
| Chengdu 成都市 Chéngdū Shì | Distretto di Shuangliu            | 双流区                    | Shuāngliú Qū               |
| Chengdu 成都市 Chéngdū Shì | Distretto di Pidu                 | 郫都区                    | Pídū Qū                    |
| Chengdu 成都市 Chéngdū Shì | Distretto di Xinjin               | 新津区                    | Xīnjīn Qū                  |
| Chengdu 成都市 Chéngdū Shì | Contea di Jintang                 | 金堂县                    | Jīntáng Xiàn               |
| Chengdu 成都市 Chéngdū Shì | Contea di Dayi                    | 大邑县                    | Dàyì Xiàn                  |
| Chengdu 成都市 Chéngdū Shì | Contea di Pujiang                 | 蒲江县                    | Pújiāng Xiàn               |
| Chengdu 成都市 Chéngdū Shì | Dujiangyan                        | 都江堰市                  | Dūjiāngyàn Shì             |
| Chengdu 成都市 Chéngdū Shì | Pengzhou                          | 彭州市                    | Péngzhōu Shì               |
| Chengdu 成都市 Chéngdū Shì | Qionglai                          | 邛崃市                    | Qiónglái Shì               |
| Chengdu 成都市 Chéngdū Shì | Chongzhou                         | 崇州市                    | Chóngzhōu Shì              |
| Chengdu 成都市 Chéngdū Shì | Jianyang                          | 简阳市                    | Jiǎnyáng Shì               |
| Guangyuan 广元市 Guǎngyuán Shì | Distretto di Lizhou               | 市中区                    | Shìzhōng Qū                |
| Guangyuan 广元市 Guǎngyuán Shì | Distretto di Zhaohua              | 元坝区                    | Yuánbà Qū                  |
| Guangyuan 广元市 Guǎngyuán Shì | Distretto di Chaotian             | 朝天区                    | Cháotiān Qū                |
| Guangyuan 广元市 Guǎngyuán Shì | Contea di Wangcang                | 旺苍县                    | Wàngcāng Xiàn              |
| Guangyuan 广元市 Guǎngyuán Shì | Contea di Qingchuan               | 青川县                    | Qīngchuān Xiàn             |
| Guangyuan 广元市 Guǎngyuán Shì | Contea di Jiange                  | 剑阁县                    | Jiàngé Xiàn                |
| Guangyuan 广元市 Guǎngyuán Shì | Contea di Cangxi                  | 苍溪县                    | Cāngxī Xiàn                |
| Mianyang 绵阳市 Míanyáng Shì | Distretto di Fucheng              | 涪城区                    | Fúchéng Qū                 |
| Mianyang 绵阳市 Míanyáng Shì | Distretto di Youxian              | 游仙区                    | Yóuxiān Qū                 |
| Mianyang 绵阳市 Míanyáng Shì | Distretto di Anzhou               | 安州区                    | Ānzhōu Qū                  |
| Mianyang 绵阳市 Míanyáng Shì | Contea di Santai                  | 三台县                    | Sāntái Xiàn                |
| Mianyang 绵阳市 Míanyáng Shì | Contea di Yanting                 | 盐亭县                    | Yántíng Xiàn               |
| Mianyang 绵阳市 Míanyáng Shì | Contea di Zitong                  | 梓潼县                    | Zǐtóng Xiàn                |
| Mianyang 绵阳市 Míanyáng Shì | Contea di Pingwu                  | 平武县                    | Píngwǔ Xiàn                |
| Mianyang 绵阳市 Míanyáng Shì | Contea autonoma qiang di Beichuan | 北川羌族自治县            | Běichuān Qiāngzú Zìzhìxiàn |
| Mianyang 绵阳市 Míanyáng Shì | Jiangyou                          | 江油市                    | Jiāngyóu Shì               |
| Deyang 德阳市 Déyáng Shì | Distretto di Jingyang             | 旌阳区                    | Jīngyáng Qū                |
| Deyang 德阳市 Déyáng Shì | Distretto di Luojiang             | 罗江区                    | Luójiāng Qū                |
| Deyang 德阳市 Déyáng Shì | Contea di Zhongjiang              | 中江县                    | Zhōngjiāng Xiàn            |
| Deyang 德阳市 Déyáng Shì | Shifang                           | 什邡市                    | Shífāng Shì                |
| Deyang 德阳市 Déyáng Shì | Guanghan                          | 广汉市                    | Guǎnghàn Shì               |
| Deyang 德阳市 Déyáng Shì | Mianzhu                           | 绵竹市                    | Miánzhú Shì                |
| Nanchong 南充市 Nánchōng Shì | Distretto di Shunqing             | 顺庆区                    | Shùnqìng Qū                |
| Nanchong 南充市 Nánchōng Shì | Distretto di Gaoping              | 高坪区                    | Gāopíng Qū                 |
| Nanchong 南充市 Nánchōng Shì | Distretto di Jialing              | 嘉陵区                    | Jiālíng Qū                 |
| Nanchong 南充市 Nánchōng Shì | Contea di Nanbu                   | 南部县                    | Nánbù Xiàn                 |
| Nanchong 南充市 Nánchōng Shì | Contea di Xichong                 | 西充县                    | Xīchōng Xiàn               |
| Nanchong 南充市 Nánchōng Shì | Contea di Yingshan                | 营山县                    | Yíngshān Xiàn              |
| Nanchong 南充市 Nánchōng Shì | Contea di Yilong                  | 仪陇县                    | Yílǒng Xiàn                |
| Nanchong 南充市 Nánchōng Shì | Contea di Peng'an                 | 蓬安县                    | Péng'ān Xiàn               |
| Nanchong 南充市 Nánchōng Shì | Langzhong                         | 阆中市                    | Lángzhōng Shì              |
| Guang'an 广安市 Guǎng'ān Shì | Distretto di Guang'an             | 广安区                    | Guǎng'ān Qū                |
| Guang'an 广安市 Guǎng'ān Shì | Distretto di Qianfeng             | 前锋区                    | Qiánfēng Qū                |
| Guang'an 广安市 Guǎng'ān Shì | Contea di Yuechi                  | 岳池县                    | Yuèchí Xiàn                |
| Guang'an 广安市 Guǎng'ān Shì | Contea di Wusheng                 | 武胜县                    | Wǔshēng Xiàn               |
| Guang'an 广安市 Guǎng'ān Shì | Contea di Linshui                 | 邻水县                    | Línshuǐ Xiàn               |
| Guang'an 广安市 Guǎng'ān Shì | Huaying                           | 华蓥市                    | Huāyíng Shì                |
| Suining 遂宁市 Sùiníng Shì | Distretto di Chuanshan            | 船山区                    | Chuánshān Qū               |
| Suining 遂宁市 Sùiníng Shì | Distretto di Anju                 | 安居区                    | Ānjū Qū                    |
| Suining 遂宁市 Sùiníng Shì | Contea di Pengxi                  | 蓬溪县                    | Péngxī Xiàn                |
| Suining 遂宁市 Sùiníng Shì | Contea di Daying                  | 大英县                    | Dàyīng Xiàn                |
| Suining 遂宁市 Sùiníng Shì | Shehong                           | 射洪市                    | Shèhóng Shì                |
| Neijiang 内江市 Nèijiāng Shì | Distretto di Shizhong             | 市中区                    | Shìzhōng Qū                |
| Neijiang 内江市 Nèijiāng Shì | Distretto di Dongxing             | 东兴区                    | Dōngxīng Qū                |
| Neijiang 内江市 Nèijiāng Shì | Contea di Weiyuan                 | 威远县                    | Wēiyuǎn Xiàn               |
| Neijiang 内江市 Nèijiāng Shì | Contea di Zizhong                 | 资中县                    | Zīzhōng Xiàn               |
| Neijiang 内江市 Nèijiāng Shì | Longchang                         | 隆昌市                    | Lóngchāng Shì              |
| Leshan 乐山市 Lèshān Shì | Distretto di Shizhong             | 市中区                    | Shìzhōng Qū                |
| Leshan 乐山市 Lèshān Shì | Distretto di Shawan               | 沙湾区                    | Shāwān Qū                  |
| Leshan 乐山市 Lèshān Shì | Distretto di Wutongqiao           | 五通桥区                  | Wǔtōngqiáo Qū              |
| Leshan 乐山市 Lèshān Shì | Distretto di Jinkouhe             | 金口河区                  | Jīnkǒuhé Qū                |
| Leshan 乐山市 Lèshān Shì | Contea di Qianwei                 | 犍为县                    | Qiánwéi Xiàn               |
| Leshan 乐山市 Lèshān Shì | Contea di Jingyan                 | 井研县                    | Jǐngyán Xiàn               |
| Leshan 乐山市 Lèshān Shì | Contea di Jiajiang                | 夹江县                    | Jiājiāng Xiàn              |
| Leshan 乐山市 Lèshān Shì | Contea di Muchuan                 | 沐川县                    | Mùchuān Xiàn               |
| Leshan 乐山市 Lèshān Shì | Contea autonoma yi di Ebian       | 峨边彝族自治县            | Ébiān Yízú Zìzhìxiàn       |
| Leshan 乐山市 Lèshān Shì | Contea autonoma yi di Mabian      | 马边彝族自治县            | Mǎbiān Yízú Zìzhìxiàn      |
| Leshan 乐山市 Lèshān Shì | Emeishan                          | 峨眉山市                  | Éméishān Shì               |
| Zigong 自贡市 Zìgòng Shì | Distretto di Ziliujing            | 自流井区                  | Zìliújǐng Qū               |
| Zigong 自贡市 Zìgòng Shì | Distretto di Da'an                | 大安区                    | Dà'ān Qū                   |
| Zigong 自贡市 Zìgòng Shì | Distretto di Gongjing             | 贡井区                    | Gòngjǐng Qū                |
| Zigong 自贡市 Zìgòng Shì | Distretto di Yantan               | 沿滩区                    | Yántān Qū                  |
| Zigong 自贡市 Zìgòng Shì | Contea di Rong                    | 荣县                      | Róng Xiàn                  |
| Zigong 自贡市 Zìgòng Shì | Contea di Fushun                  | 富顺县                    | Fùshùn Xiàn                |
| Luzhou 泸州市 Lúzhōu Shì | Distretto di Jiangyang            | 江阳区                    | Jiāngyáng Qū               |
| Luzhou 泸州市 Lúzhōu Shì | Distretto di Naxi                 | 纳溪区                    | Nàxī Qū                    |
| Luzhou 泸州市 Lúzhōu Shì | Distretto di Longmatan            | 龙马潭区                  | Lóngmǎtán Qū               |
| Luzhou 泸州市 Lúzhōu Shì | Contea di Lu                      | 泸县                      | Lú Xiàn                    |
| Luzhou 泸州市 Lúzhōu Shì | Contea di Hejiang                 | 合江县                    | Héjiāng Xiàn               |
| Luzhou 泸州市 Lúzhōu Shì | Contea di Xuyong                  | 叙永县                    | Xùyǒng Xiàn                |
| Luzhou 泸州市 Lúzhōu Shì | Contea di Gulin                   | 古蔺县                    | Gǔlìn Xiàn                 |
| Yibin 宜宾市 Yíbīn Shì | Distretto di Cuiping              | 翠屏区                    | Cuìpíng Qū                 |
| Yibin 宜宾市 Yíbīn Shì | Distretto di Xuzhou               | 叙州区                    | Nánxī Qū                   |
| Yibin 宜宾市 Yíbīn Shì | Distretto di Nanxi                | 南溪区                    | Xùzhōu Qū                  |
| Yibin 宜宾市 Yíbīn Shì | Contea di Jiang'an                | 江安县                    | Jiāng'ān Xiàn              |
| Yibin 宜宾市 Yíbīn Shì | Contea di Changning               | 长宁县                    | Chángníng Xiàn             |
| Yibin 宜宾市 Yíbīn Shì | Contea di Gao                     | 高县                      | Gāo Xiàn                   |
| Yibin 宜宾市 Yíbīn Shì | Contea di Junlian                 | 筠连县                    | Jūnlián Xiàn               |
| Yibin 宜宾市 Yíbīn Shì | Contea di Gong                    | 珙县                      | Gǒng Xiàn                  |
| Yibin 宜宾市 Yíbīn Shì | Contea di Xingwen                 | 兴文县                    | Xīngwén Xiàn               |
| Yibin 宜宾市 Yíbīn Shì | Contea di Pingshan                | 屏山县                    | Píngshān Xiàn              |
| Panzhihua 攀枝花市 Pānzhīhuā Shì | Distretto di Dong                 | 东区                      | Dōng Qū                    |
| Panzhihua 攀枝花市 Pānzhīhuā Shì | Distretto di Xi                   | 西区                      | Xī Qū                      |
| Panzhihua 攀枝花市 Pānzhīhuā Shì | Distretto di Renhe                | 仁和区                    | Rénhé Qū                   |
| Panzhihua 攀枝花市 Pānzhīhuā Shì | Contea di Miyi                    | 米易县                    | Mǐyì Xiàn                  |
| Panzhihua 攀枝花市 Pānzhīhuā Shì | Contea di Yanbian                 | 盐边县                    | Yánbiān Xiàn               |
| Bazhong 巴中市 Bāzhōng Shì | Distretto di Bazhou               | 巴中区                    | Bāzhōng Qū                 |
| Bazhong 巴中市 Bāzhōng Shì | Distretto di Enyang               | 恩阳区                    | Ēnyáng Qū                  |
| Bazhong 巴中市 Bāzhōng Shì | Contea di Tongjiang               | 通江县                    | Tōngjiāng Xiàn             |
| Bazhong 巴中市 Bāzhōng Shì | Contea di Nanjiang                | 南江县                    | Nánjiāng Xiàn              |
| Bazhong 巴中市 Bāzhōng Shì | Contea di Pingchang               | 平昌县                    | Píngchāng Xiàn             |
| Dazhou 达州市 Dázhōu Shì | Distretto di Tongchuan            | 通川区                    | Tōnghuān Qū                |
| Dazhou 达州市 Dázhōu Shì | Distretto di Dachuan              | 达川区                    | Dáchuān Qū                 |
| Dazhou 达州市 Dázhōu Shì | Contea di Xuanhan                 | 宣汉县                    | Xuānhàn Xiàn               |
| Dazhou 达州市 Dázhōu Shì | Contea di Kaijiang                | 开江县                    | Kāijiāng Xiàn              |
| Dazhou 达州市 Dázhōu Shì | Contea di Dazhu                   | 大竹县                    | Dàzhú Xiàn                 |
| Dazhou 达州市 Dázhōu Shì | Contea di Qu                      | 渠县                      | Qú Xiàn                    |
| Dazhou 达州市 Dázhōu Shì | Wanyuan                           | 万源市                    | Wànyuán Shì                |
| Ziyang 资阳市 Zīyáng Shì | Distretto di Yanjiang             | 雁江区                    | Yànjiāng Qū                |
| Ziyang 资阳市 Zīyáng Shì | Contea di Lezhi                   | 乐至县                    | Lèzhì Xiàn                 |
| Ziyang 资阳市 Zīyáng Shì | Contea di Anyue                   | 安岳县                    | Ānyuè Xiàn                 |
| Meishan 眉山市 Méishān Shì | Distretto di Dongpo               | 东坡区                    | Dōngpō Qū                  |
| Meishan 眉山市 Méishān Shì | Distretto di Pengshan             | 彭山区                    | Péngshān Qū                |
| Meishan 眉山市 Méishān Shì | Contea di Renshou                 | 仁寿县                    | Rénshòu Xiàn               |
| Meishan 眉山市 Méishān Shì | Contea di Hongya                  | 洪雅县                    | Hóngyǎ Xiàn                |
| Meishan 眉山市 Méishān Shì | Contea di Danleng                 | 丹棱县                    | Dānléng Xiàn               |
| Meishan 眉山市 Méishān Shì | Contea di Qingshen                | 青神县                    | Qīngshén Xiàn              |
| Ya'an 雅安市 Yǎ'ān Shì | Distretto di Yucheng              | 雨城区                    | Yǔchéng Qū                 |
| Ya'an 雅安市 Yǎ'ān Shì | Distretto di Mingshan             | 名山区                    | Míngshān Qū                |
| Ya'an 雅安市 Yǎ'ān Shì | Contea di Yingjing                | 荥经县                    | Yíngjīng Xiàn              |
| Ya'an 雅安市 Yǎ'ān Shì | Contea di Hanyuan                 | 汉源县                    | Hànyuán Xiàn               |
| Ya'an 雅安市 Yǎ'ān Shì | Contea di Shimian                 | 石棉县                    | Shímián Xiàn               |
| Ya'an 雅安市 Yǎ'ān Shì | Contea di Tianquan                | 天全县                    | Tiānquán Xiàn              |
| Ya'an 雅安市 Yǎ'ān Shì | Contea di Lushan                  | 芦山县                    | Lúshān Xiàn                |
| Ya'an 雅安市 Yǎ'ān Shì | Contea di Baoxing                 | 宝兴县                    | Bǎoxīng Xiàn               |
| Prefettura autonoma tibetana e Qiang di Aba 阿坝藏族羌族自治州 Ābà Zàngzú Qiāngzú Zìzhìzhōu རྔ་བ་བོད་རིགས ཆའང་རིགས་རང་སྐྱོང་ཁུལ་ rnga ba bod rigs cha'ng rigs rang skyong khul | Contea di Wenchuan                | 汶川县                    | Wènchuān Xiàn              |
| Prefettura autonoma tibetana e Qiang di Aba 阿坝藏族羌族自治州 Ābà Zàngzú Qiāngzú Zìzhìzhōu རྔ་བ་བོད་རིགས ཆའང་རིགས་རང་སྐྱོང་ཁུལ་ rnga ba bod rigs cha'ng rigs rang skyong khul | Contea di Li                      | 理县                      | Lǐ Xiàn                    |
| Prefettura autonoma tibetana e Qiang di Aba 阿坝藏族羌族自治州 Ābà Zàngzú Qiāngzú Zìzhìzhōu རྔ་བ་བོད་རིགས ཆའང་རིགས་རང་སྐྱོང་ཁུལ་ rnga ba bod rigs cha'ng rigs rang skyong khul | Contea di Mao                     | 茂县                      | Mào Xiàn                   |
| Prefettura autonoma tibetana e Qiang di Aba 阿坝藏族羌族自治州 Ābà Zàngzú Qiāngzú Zìzhìzhōu རྔ་བ་བོད་རིགས ཆའང་རིགས་རང་སྐྱོང་ཁུལ་ rnga ba bod rigs cha'ng rigs rang skyong khul | Contea di Songpan                 | 松潘县                    | Sōngpān Xiàn               |
| Prefettura autonoma tibetana e Qiang di Aba 阿坝藏族羌族自治州 Ābà Zàngzú Qiāngzú Zìzhìzhōu རྔ་བ་བོད་རིགས ཆའང་རིགས་རང་སྐྱོང་ཁུལ་ rnga ba bod rigs cha'ng rigs rang skyong khul | Contea di Jiuzhaigou              | 九寨沟县                  | Jiǔzhàigōu Xiàn            |
| Prefettura autonoma tibetana e Qiang di Aba 阿坝藏族羌族自治州 Ābà Zàngzú Qiāngzú Zìzhìzhōu རྔ་བ་བོད་རིགས ཆའང་རིགས་རང་སྐྱོང་ཁུལ་ rnga ba bod rigs cha'ng rigs rang skyong khul | Contea di Jinchuan                | 金川县                    | Jīnchuān Xiàn              |
| Prefettura autonoma tibetana e Qiang di Aba 阿坝藏族羌族自治州 Ābà Zàngzú Qiāngzú Zìzhìzhōu རྔ་བ་བོད་རིགས ཆའང་རིགས་རང་སྐྱོང་ཁུལ་ rnga ba bod rigs cha'ng rigs rang skyong khul | Contea di Xiaojin                 | 小金县                    | Xiǎojīn Xiàn               |
| Prefettura autonoma tibetana e Qiang di Aba 阿坝藏族羌族自治州 Ābà Zàngzú Qiāngzú Zìzhìzhōu རྔ་བ་བོད་རིགས ཆའང་རིགས་རང་སྐྱོང་ཁུལ་ rnga ba bod rigs cha'ng rigs rang skyong khul | Contea di Heishui                 | 黑水县                    | Hēishuǐ Xiàn               |
| Prefettura autonoma tibetana e Qiang di Aba 阿坝藏族羌族自治州 Ābà Zàngzú Qiāngzú Zìzhìzhōu རྔ་བ་བོད་རིགས ཆའང་རིགས་རང་སྐྱོང་ཁུལ་ rnga ba bod rigs cha'ng rigs rang skyong khul | Contea di Zamtang                 | 壤塘县                    | Rǎngtáng Xiàn              |
| Prefettura autonoma tibetana e Qiang di Aba 阿坝藏族羌族自治州 Ābà Zàngzú Qiāngzú Zìzhìzhōu རྔ་བ་བོད་རིགས ཆའང་རིགས་རང་སྐྱོང་ཁུལ་ rnga ba bod rigs cha'ng rigs rang skyong khul | Contea di Aba                     | 阿坝县                    | Ābà Xiàn                   |
| Prefettura autonoma tibetana e Qiang di Aba 阿坝藏族羌族自治州 Ābà Zàngzú Qiāngzú Zìzhìzhōu རྔ་བ་བོད་རིགས ཆའང་རིགས་རང་སྐྱོང་ཁུལ་ rnga ba bod rigs cha'ng rigs rang skyong khul | Contea di Zoigê                   | 若尔盖县                  | Ruò'ěrgài Xiàn             |
| Prefettura autonoma tibetana e Qiang di Aba 阿坝藏族羌族自治州 Ābà Zàngzú Qiāngzú Zìzhìzhōu རྔ་བ་བོད་རིགས ཆའང་རིགས་རང་སྐྱོང་ཁུལ་ rnga ba bod rigs cha'ng rigs rang skyong khul | Contea di Hongyuan                | 红原县                    | Hóngyuán Xiàn              |
| Prefettura autonoma tibetana e Qiang di Aba 阿坝藏族羌族自治州 Ābà Zàngzú Qiāngzú Zìzhìzhōu རྔ་བ་བོད་རིགས ཆའང་རིགས་རང་སྐྱོང་ཁུལ་ rnga ba bod rigs cha'ng rigs rang skyong khul | Barkam                            | 马尔康市                  | Mǎ'ěrkāng Shì              |
| Prefettura autonoma tibetana di Garzê 甘孜藏族自治州 Gānzī Zàngzú Zìzhìzhōu དཀར་མཛེས་བོད་རིགས་ རང་སྐྱོང་ཁུལ་ dkar mdzes bod rigs rang skyong khul                             | Contea di Luding                  | 泸定县                    | Lúdìng Xiàn                |
| Prefettura autonoma tibetana di Garzê 甘孜藏族自治州 Gānzī Zàngzú Zìzhìzhōu དཀར་མཛེས་བོད་རིགས་ རང་སྐྱོང་ཁུལ་ dkar mdzes bod rigs rang skyong khul                             | Contea di Danba                   | 丹巴县                    | Dānbā Xiàn                 |
| Prefettura autonoma tibetana di Garzê 甘孜藏族自治州 Gānzī Zàngzú Zìzhìzhōu དཀར་མཛེས་བོད་རིགས་ རང་སྐྱོང་ཁུལ་ dkar mdzes bod rigs rang skyong khul                             | Contea di Jiulong                 | 九龙县                    | Jiǔlóng Xiàn               |
| Prefettura autonoma tibetana di Garzê 甘孜藏族自治州 Gānzī Zàngzú Zìzhìzhōu དཀར་མཛེས་བོད་རིགས་ རང་སྐྱོང་ཁུལ་ dkar mdzes bod rigs rang skyong khul                             | Contea di Yajiang                 | 雅江县                    | Yǎjiāng Xiàn               |
| Prefettura autonoma tibetana di Garzê 甘孜藏族自治州 Gānzī Zàngzú Zìzhìzhōu དཀར་མཛེས་བོད་རིགས་ རང་སྐྱོང་ཁུལ་ dkar mdzes bod rigs rang skyong khul                             | Contea di Dawu                    | 道孚县                    | Dàofú Xiàn                 |
| Prefettura autonoma tibetana di Garzê 甘孜藏族自治州 Gānzī Zàngzú Zìzhìzhōu དཀར་མཛེས་བོད་རིགས་ རང་སྐྱོང་ཁུལ་ dkar mdzes bod rigs rang skyong khul                             | Contea di Luhuo                   | 炉霍县                    | Lúhuò Xiàn                 |
| Prefettura autonoma tibetana di Garzê 甘孜藏族自治州 Gānzī Zàngzú Zìzhìzhōu དཀར་མཛེས་བོད་རིགས་ རང་སྐྱོང་ཁུལ་ dkar mdzes bod rigs rang skyong khul                             | Contea di Garzê                   | 甘孜县                    | Gānzī Xiàn                 |
| Prefettura autonoma tibetana di Garzê 甘孜藏族自治州 Gānzī Zàngzú Zìzhìzhōu དཀར་མཛེས་བོད་རིགས་ རང་སྐྱོང་ཁུལ་ dkar mdzes bod rigs rang skyong khul                             | Contea di Xinlong                 | 新龙县                    | Xīnlóng Xiàn               |
| Prefettura autonoma tibetana di Garzê 甘孜藏族自治州 Gānzī Zàngzú Zìzhìzhōu དཀར་མཛེས་བོད་རིགས་ རང་སྐྱོང་ཁུལ་ dkar mdzes bod rigs rang skyong khul                             | Contea di Dêgê                    | 德格县                    | Dégé Xiàn                  |
| Prefettura autonoma tibetana di Garzê 甘孜藏族自治州 Gānzī Zàngzú Zìzhìzhōu དཀར་མཛེས་བོད་རིགས་ རང་སྐྱོང་ཁུལ་ dkar mdzes bod rigs rang skyong khul                             | Contea di Baiyü                   | 白玉县                    | Báiyù Xiàn                 |
| Prefettura autonoma tibetana di Garzê 甘孜藏族自治州 Gānzī Zàngzú Zìzhìzhōu དཀར་མཛེས་བོད་རིགས་ རང་སྐྱོང་ཁུལ་ dkar mdzes bod rigs rang skyong khul                             | Contea di Sêrxü                   | 石渠县                    | Shíqú Xiàn                 |
| Prefettura autonoma tibetana di Garzê 甘孜藏族自治州 Gānzī Zàngzú Zìzhìzhōu དཀར་མཛེས་བོད་རིགས་ རང་སྐྱོང་ཁུལ་ dkar mdzes bod rigs rang skyong khul                             | Contea di Sêrtar                  | 色达县                    | Sèdá Xiàn                  |
| Prefettura autonoma tibetana di Garzê 甘孜藏族自治州 Gānzī Zàngzú Zìzhìzhōu དཀར་མཛེས་བོད་རིགས་ རང་སྐྱོང་ཁུལ་ dkar mdzes bod rigs rang skyong khul                             | Contea di Litang                  | 理塘县                    | Lǐtáng Xiàn                |
| Prefettura autonoma tibetana di Garzê 甘孜藏族自治州 Gānzī Zàngzú Zìzhìzhōu དཀར་མཛེས་བོད་རིགས་ རང་སྐྱོང་ཁུལ་ dkar mdzes bod rigs rang skyong khul                             | Contea di Batang                  | 巴塘县                    | Bātáng Xiàn                |
| Prefettura autonoma tibetana di Garzê 甘孜藏族自治州 Gānzī Zàngzú Zìzhìzhōu དཀར་མཛེས་བོད་རིགས་ རང་སྐྱོང་ཁུལ་ dkar mdzes bod rigs rang skyong khul                             | Contea di Xiangcheng              | 乡城县                    | Xiāngchéng Xiàn            |
| Prefettura autonoma tibetana di Garzê 甘孜藏族自治州 Gānzī Zàngzú Zìzhìzhōu དཀར་མཛེས་བོད་རིགས་ རང་སྐྱོང་ཁུལ་ dkar mdzes bod rigs rang skyong khul                             | Contea di Daocheng                | 稻城县                    | Dàochéng Xiàn              |
| Prefettura autonoma tibetana di Garzê 甘孜藏族自治州 Gānzī Zàngzú Zìzhìzhōu དཀར་མཛེས་བོད་རིགས་ རང་སྐྱོང་ཁུལ་ dkar mdzes bod rigs rang skyong khul                             | Contea di Dêrong                  | 得荣县                    | Déróng Xiàn                |
| Prefettura autonoma tibetana di Garzê 甘孜藏族自治州 Gānzī Zàngzú Zìzhìzhōu དཀར་མཛེས་བོད་རིགས་ རང་སྐྱོང་ཁུལ་ dkar mdzes bod rigs rang skyong khul                             | Kangding                          | 康定市                    | Kāngdìng Shì               |
| Prefettura autonoma Yi di Liangshan 凉山彝族自治州 Liángshān Yízú Zìzhìzhōu                                                                                            | Contea di Yanyuan                 | 盐源县                    | Yányuán Xiàn               |
| Prefettura autonoma Yi di Liangshan 凉山彝族自治州 Liángshān Yízú Zìzhìzhōu                                                                                            | Contea di Dechang                 | 德昌县                    | Déchāng Xiàn               |
| Prefettura autonoma Yi di Liangshan 凉山彝族自治州 Liángshān Yízú Zìzhìzhōu                                                                                            | Contea di Huili                   | 会理县                    | Huìlǐ Xiàn                 |
| Prefettura autonoma Yi di Liangshan 凉山彝族自治州 Liángshān Yízú Zìzhìzhōu                                                                                            | Contea di Huidong                 | 会东县                    | Huìdōng Xiàn               |
| Prefettura autonoma Yi di Liangshan 凉山彝族自治州 Liángshān Yízú Zìzhìzhōu                                                                                            | Contea di Ningnan                 | 宁南县                    | Níngnán Xiàn               |
| Prefettura autonoma Yi di Liangshan 凉山彝族自治州 Liángshān Yízú Zìzhìzhōu                                                                                            | Contea di Puge                    | 普格县                    | Pǔgé Xiàn                  |
| Prefettura autonoma Yi di Liangshan 凉山彝族自治州 Liángshān Yízú Zìzhìzhōu                                                                                            | Contea di Butuo                   | 布拖县                    | Bùtuō Xiàn                 |
| Prefettura autonoma Yi di Liangshan 凉山彝族自治州 Liángshān Yízú Zìzhìzhōu                                                                                            | Contea di Jinyang                 | 金阳县                    | Jīnyáng Xiàn               |
| Prefettura autonoma Yi di Liangshan 凉山彝族自治州 Liángshān Yízú Zìzhìzhōu                                                                                            | Contea di Zhaojue                 | 昭觉县                    | Zhāojué Xiàn               |
| Prefettura autonoma Yi di Liangshan 凉山彝族自治州 Liángshān Yízú Zìzhìzhōu                                                                                            | Contea di Xide                    | 喜德县                    | Xǐdé Xiàn                  |
| Prefettura autonoma Yi di Liangshan 凉山彝族自治州 Liángshān Yízú Zìzhìzhōu                                                                                            | Contea di Mianning                | 冕宁县                    | Miǎnníng Xiàn              |
| Prefettura autonoma Yi di Liangshan 凉山彝族自治州 Liángshān Yízú Zìzhìzhōu                                                                                            | Contea di Yuexi                   | 越西县                    | Yuèxī Xiàn                 |
| Prefettura autonoma Yi di Liangshan 凉山彝族自治州 Liángshān Yízú Zìzhìzhōu                                                                                            | Contea di Ganluo                  | 甘洛县                    | Gānluò Xiàn                |
| Prefettura autonoma Yi di Liangshan 凉山彝族自治州 Liángshān Yízú Zìzhìzhōu                                                                                            | Contea di Meigu                   | 美姑县                    | Měigū Xiàn                 |
| Prefettura autonoma Yi di Liangshan 凉山彝族自治州 Liángshān Yízú Zìzhìzhōu                                                                                            | Contea di Leibo                   | 雷波县                    | Léibō Xiàn                 |
| Prefettura autonoma Yi di Liangshan 凉山彝族自治州 Liángshān Yízú Zìzhìzhōu                                                                                            | Contea autonoma tibetana di Muli  | 木里藏族自治县            | Mùlǐ Zàngzú Zìzhìxiàn      |
| Prefettura autonoma Yi di Liangshan 凉山彝族自治州 Liángshān Yízú Zìzhìzhōu                                                                                            | Xichang                           | 西昌市                    | Xīchāng Shì                |